# Gregg Sulkin
 (janvier 2011).
Si vous disposez d'ouvrages ou d'articles de référence ou si vous connaissez des sites web de qualité traitant du thème abordé ici, merci de compléter l'article en donnant les références utiles à sa vérifiabilité et en les liant à la section « Notes et références ».
Gregg Sulkin est un acteur britannique né le 29 mai 1992 à Londres, travaillant principalement aux États-Unis.
Il fait ses débuts au cinéma en 2006 dans le film britannique Sixty Six, et se fait par la suite connaître pour ses apparitions dans les séries télévisées comiques de Disney Channel Trop la classe ! (As the Bell Rings) et Les Sorciers de Waverly Place. En 2010, il joue dans le téléfilm Avalon High : Un amour légendaire. De 2014 à 2016, il a interprété le rôle principal masculin dans la série télévisée Faking It.

## Biographie

### Enfance et formation
Gregg Sulkin naît le 29 mai 1992 à Londres. Il fréquente l'école de Highgate dans le nord de Londres. Il déménage ensuite aux États-Unis à l'âge de dix-sept ans.

### Carrière
Gregg Sulkin fait ses débuts d'acteur dans les mini-séries du Docteur Jivago en 2002. Il a ensuite joué dans la comédie Sixty Six, en tant que Bernie Rubens, aux côtés d'Eddie Marsan, Helena Bonham Carter et Catherine Tate. Il a également le rôle de JJ dans la série télévisée de Disney Channel, Trop la classe !, il a travaillé sur The Sarah Jane Adventures (spin-off de Doctor Who) une série de science-fiction pour enfants sur CBBC, et joue dans deux épisodes de la saison 3 de Mad in the Attic, dans le rôle d'Adam.
Il a un rôle récurrent dans Les Sorciers de Waverly Place, une série de Disney Channel, où il joue Mason Greyback, un loup-garou, le grand amour d'Alex. Il décroche également un rôle dans le thriller The Heavy. Il joue dans le téléfilm de Disney Channel Avalon High : Un amour légendaire, diffusé pour la première fois le 12 novembre 2010. Il participe aux Disney Channel games dans l'équipe des Jaunes[Quand ?].
En 2012, il commence à jouer le frère d'Ezra Fitz, Wesley Fitz, dans la série télévisée Pretty Little Liars. Il obtient ensuite le rôle de Liam Booker dans Faking It. En 2013, il apparaît dans le thriller Another Me aux côtés de Sophie Turner (Game of Thrones), et y incarne le petit ami de l'héroïne.
En 2014, il rejoint la série Faking It, créée par Dana Min Goodman et Julia Wolov, dans le rôle de Liam Booker aux côtés de Rita Volk, Katie Stevens, Bailey De Young et Michael J. Willett. La série est diffusée entre le 22 avril 2014 et le 17 mai 2016 sur MTV. Le 13 mai 2016, la série est annulée.
Le 2 février 2017, Marvel annonce qu'il a été choisi pour incarner l'un des personnages principaux dans la série Runaways développée par Josh Schwartz et Stephanie Savage. Adaptée des personnages de comics Les Fugitifs de Marvel Comics, elle fait partie de l'univers cinématographique Marvel et est produite par Marvel Television et ABC Signature. C'est la première production télévisée de cet univers destinée au service de vidéo à la demande Hulu. Il incarne le rôle de Chase Stein (en), un joueur de crosse, et tombeur du lycée aux côtés de Virginia Gardner et Lyrica Okano. La série a été diffusée du 21 novembre 2017 au 13 décembre 2019 sur Hulu.

## Filmographie

### Cinéma
- 2006 : Sixty Six : Bernie Rubens
- 2010 : The Heavy : Teen Two
- 2011 : Camilla Dickinson : Frank Rowan
- 2012 : White Frog : Randy Goldman
- 2013 : Another Me d'Isabel Coixet : Drew
- 2014 : Affluenza de Kevin Asch : Dylan Carson
- 2015 : A Mouse Tale de David Bisbano : Le rongeur sombre
- 2015 : Yak: The Giant King de Prapas Cholsaranont : Flapper (voix)
- 2015 : Criminals (Anti-Social) de Reg Traviss : Dee
- 2016 : Don't Hang Up de Damien Macé et Alexis Wajsbrot : Sam Fuller
- 2017 : Status Update (en) : Derek Lowe
- 2020 : Deported de Tyler Spindel : Lorne
- 2020 : The Adventures of Bunny Bravo de Daniel Lusko : Bravo (voix)
- 2020 : This Is the Year de David Henrie : Kale
- 2020 : Oh Boy! de Frank Zhu : Brandon
- 2020 : Qi: Spacetime Warriors de Andy Cheng et Jessie Kerry : Aaron Meloy
- 2024 : Messagères de guerre (The Six Triple Eight) de Tyler Perry

### Télévision

#### Téléfilms
- 2002 : Le Docteur Jivago (en) : Seryozha
- 2006 : Man on the Moon : Michael Aldrin
- 2007 : Rotten Apple : le narrateur
- 2007 : Pass the Plate : lui-même
- 2010 : Avalon High : Un amour légendaire : Will Wagner
- 2013 : Le retour des Sorciers : Alex vs Alex : Mason Greyback
- 2014 : Un homme inquiétant (A Daughter's Nightmare) : Ben
- 2017 : Drink, Slay, Love : Jadrien
- 2019 : Comme Cendrillon : Un conte de Noël (A Cinderella Story: Christmas Wish) : Dominic Wintergarden

#### Séries télévisées
- 2007 et 2008 : Trop la classe ! (As the Bell Rings) : JJ
- 2009 : The Sarah Jane Adventures
- 2010 - 2012 : Les Sorciers de Waverly Place (Wizards of Waverly Place) : Mason Greyback
- 2012 : Pretty Little Liars : Wesley Fitz (Fitzgerald)
- 2012 : Melissa and Joey : Haskell Davis
- 2014 : Delirium : Julian
- 2014-2016 : Faking It : Liam Booker (rôle principal - 38 épisodes)
- 2016 : Life in Pieces : Jake (saison 1, épisode 20)
- 2016 : Young & Hungry : Rick
- 2017-2019 : Runaways : Chase Stein (en) (rôle principal - 33 épisodes)
- 2021 : Pretty Smart : Grant

### Clip vidéo
- 2013 : Temara Melek - Karma's not pretty
- 2018 : Bebe Rexha -  I'm a Mess

## Distinctions

### Lauréats
- 2011 : Hawaii International Film Festival : Rising Star Award

### Nominations
- Teen Choice Awards
  - 2015 : Meilleur acteur de l'été dans une série (pour Faking It)
  - 2016 : Meilleur acteur de l'été dans une série (pour Faking It)